# 越前堀児童公園
越前堀児童公園（えちぜんほりじどうこうえん）は、東京都中央区新川1丁目にある公園（都市公園）である。

## 概要
越前堀児童公園は、かつて江戸時代に霊巌寺が存在した場所に1930年（昭和5年）に「越前堀公園」として設けられた公園である。この公園は、江戸時代の松平越前守の屋敷の入堀であった越前堀の名を継承し、その歴史を今に伝えている。
公園内には、越前堀の護岸から見つかった石垣の石や解説板があり、訪れる人々に公園がある地域の歴史を教えている。
さらに子供たちが楽しく遊べるように、鉄棒やブランコといった様々な遊具や、周囲をネットで囲まれた、球技などが楽しめるキャッチボール場（中学生以下優先）、夏季のみ営業のじゃぶじゃぶ池（対象年齢小学生未満）といった水辺などが整備されている。
公園は通年入園自由だが、各園内施設は営業時間が設定される。施設の利用は何れも無料。
中央区道（明正通り）を挟んだ隣接地に中央区立明正小学校や、その付帯施設として明正幼稚園や新川児童館が入る複合施設がある。

## 石垣石
越前堀児童公園を囲む石は昭和60年に東京都が日本橋川の改修工事をした際に出土した石垣の一部である。この石垣石には各大名や石工等のものと思われる紋や目印等が刻まれているものもある。

## 周辺施設
- 中央区立明正小学校
- 中央区立新川児童館 - 中央区立明正小学校内
- 日本図書館協会
- 馬事畜産会館
- 新川金刀比羅神社
- 新川公園
- 霊岸橋 - （東京都道10号（永代通り））
- 永代橋 - （東京都道10号（永代通り））
- 新亀島橋 - （明正通り）
- 亀島橋 - （八重洲通り）
- 中央大橋 - （八重洲通り）
- 高橋 - （鍛冶橋通り）
- 亀島川

## アクセス
- 東京メトロ日比谷線・東西線 茅場町駅から徒歩6分。
- JR東日本京葉線・東京メトロ日比谷線 八丁堀駅から徒歩6分。
- 都営バス「東15」・「東16」系統で、「新川」のバス停から徒歩3分。
- 都営バス「東15」系統で、「新川二丁目」のバス停から徒歩3分。
- 都営バス「東22」系統で、「新川一丁目」のバス停から徒歩5分。